# Laccophilus concettae
Laccophilus concettae är en skalbaggsart som beskrevs av Pederzani 1983. Laccophilus concettae ingår i släktet Laccophilus och familjen dykare. Inga underarter finns listade i Catalogue of Life.